# Ukraine Today
Ukraine Today (lub UT) – ukraiński prywatny kanał telewizyjny, uruchomiony 24 sierpnia 2014 roku, który koncentruje się na nadawaniu tematyki informacyjnej w języku angielskim, zapewniając 24-godzinny ciągły dostęp do aktualnych wiadomości. Jest to pierwszy anglojęzyczny kanał informacyjny pochodzący z Ukrainy. W przyszłości jest planowana transmisja w języku rosyjskim oraz niemieckim. Dyrektorem Generalnym kanału jest Tetiana Pusznowa. Właścicielem tej stacji jest 1+1 media. Kanał jest udostępniony przez telewizję satelitarną – w wersji SD z satelity Hotbird.